# Pelito
Pelito (do grego πηλός, translit. pelós, 'lodo', 'argila')  é uma rocha sedimentar detrítica clástica - isto é, formada com os fragmentos ou detritos oriundos da destruição de outras rochas - cujos componentes principais são minerais da granularidade das argilas e siltes e que se originam pela litificação de lamas. No entanto, pode resultar também, de um sedimento calcário com minerais de argila e alguns fragmentos de quartzo. Os principais pelitos são os folhelhos, bem estratificados, e os argilitos, com pouca ou nenhuma estratificação.
Como as argilas são silicatos de alumínio hidratados, os pelitos quando metamorfizados dão origem a minerais ricos em alumínio, como granadas, micas, andaluzita, cianita e sillimanita. 